# Balanus spongicola
Balanus spongicola is een zeepokkensoort uit de familie van de Balanidae. De wetenschappelijke naam van de soort is voor het eerst geldig gepubliceerd in 1844 door Brown.